# Maršal
Maršal je izraz, ki se uporablja v več uradnih nazivih v različnih vejah družbe. Ko so maršali postali zaupanja vredni člani dvorov srednjeveške Evrope, je nazivu zrasel ugled. V zadnjih nekaj stoletjih se je uporabljal za visoke uradniške položaje, ali kot vojaški čin ali kot civilni upravitelj.
V večini držav je čin maršala najvišji vojaški čin (enakovredno generalu vojske s petimi zvezdicami v Združenih državah Amerike).

## Seznami maršalov
- Avstrijski feldmaršali
- Brazilski maršali
- Britanski maršali
- Etiopski maršali
- Finski maršali
- Francoski maršali
- Grški maršali
- Iranski feldmaršali
- Italijanski maršali
- Nemški maršali
- Poljski maršali
- Ruski feldmaršali
- Slovenski maršali
- Sovjetski maršali
- Švedski feldmaršali

Maršalski čin je bil podeljen dosmrtnemu predsedniku Jugoslavije Josipu Brozu - Titu.